# Katossaari (ö i Södra Savolax, S:t Michel, lat 61,59, long 27,29)
Katossaari är en ö i Finland. Den ligger i sjön Ukonvesi och i kommunen Sankt Michel i den ekonomiska regionen  S:t Michel och landskapet Södra Savolax, i den södra delen av landet, 200 km nordost om huvudstaden Helsingfors. Öns area är 0,2 hektar och dess största längd är 170 meter i nord-sydlig riktning.